# Tour d'Italie 2008
Le Tour d'Italie 2008 qui s'est déroulé du 10 mai au 1er juin 2008 est la 91e édition du Tour d'Italie. Il a été remporté par l'Espagnol Alberto Contador qui remporte son deuxième grand tour, après le Tour de France 2007. Il est le premier coureur non italien à remporter le Giro depuis 1996.

## Contexte

### Calendrier historique
Le Tour d'Italie est une épreuve cycliste organisée par la société RCS Sport, l'un des trois organisateurs de courses en conflit avec l'Union cycliste internationale (UCI) au sujet du ProTour. Depuis 2005, le Tour d'Italie était intégré à ce calendrier, de même que Milan-San Remo, Tirreno-Adriatico et le Tour de Lombardie, également organisés par RCS Sport.
Bien que le conflit entre les organisateurs et l'UCI existe depuis le lancement du ProTour, il a pris un tour différent en 2008 : les organisateurs ont en effet décidé de retirer leurs courses du calendrier de l'UCI ProTour 2008. Certaines épreuves ont été versées au calendrier de l'UCI Europe Tour. Pour d'autres, l'UCI et les organisateurs sont parvenus à un accord en les intégrant à un « calendrier historique » proposé par l'UCI en janvier.
Le Tour d'Italie 2008 est l'une des six épreuves de ce calendrier historique. Par conséquent, il ne délivre pas de points pour le classement de l'UCI ProTour 2008.

### Invitation des équipes
En retirant ses épreuves du ProTour, RCS Sport s'est soustrait à l'obligation d'y inviter toutes les équipes ProTour. Ainsi, en février 2008, la société a annoncé une liste d'équipe invitées ne comprenant pas quatre des dix-huit équipes ProTour : Team High Road, Astana, Crédit agricole et Bouygues Telecom. Angelo Zomegnan, dirigeant de RCS, dit s'être basé pour ce choix sur « l'éthique, la qualité, le caractère international et les relations historiques avec RCS », insistant notamment sur les cas de dopage en 2007 dans les équipes Astana et T-Mobile, devenue Team High Road. L'équipe italienne Acqua & Sapone ne fait pas non plus partie des équipes continentales professionnelles invitées, au regard de « son attitude à l'égard de la lutte antidopage ».
Quelques jours après cette annonce, High Road obtient son invitation. L'équipe Astana qui n'a pas pu participer à Tirreno-Adriatico et Milan-San Remo est finalement également conviée au début du mois de mai, moins d'une semaine avant le départ du Giro. Astana remplace l'équipe continentale professionnelle NGC Medical-OTC Industria Porte qui avait bénéficié d'une invitation dans un premier temps.

## Principaux coureurs présents

### Favoris etoutsiderspour la victoire finale
Trois anciens vainqueurs du Giro sont présents au départ de cette édition. Le tenant du titre Danilo Di Luca peut compter sur la présence au sein de son équipe LPR Brakes du double vainqueur (en 2002 et 2005) Paolo Savoldelli. Il est désigné grand favori par Gilberto Simoni, leader de la formation Serramenti PVC Diquigiovanni, également vainqueur à deux reprises (en 2001 et 2003). Ces trois coureurs ont la particularité d'avoir quitté une équipe ProTour pour intégrer une équipe continentale professionnelle en 2008.
L'invitation tardive d'Astana provoque la venue de trois des meilleurs coureurs de grands tours : Alberto Contador, Levi Leipheimer et Andreas Klöden. Ce dernier a démontré sa forme en remportant le Tour de Romandie une semaine avant le départ du Tour d'Italie.
Le Russe Denis Menchov, vainqueur du dernier Tour d'Espagne, emmène l'équipe Rabobank pour sa première participation au Tour d'Italie.
Plusieurs autres coureurs sont cités comme éventuels outsiders. L'équipe espagnole Caisse d'Épargne compte ainsi dans ses rangs José Rujano, troisième de l'épreuve en 2005, et Vladimir Karpets. Sixième en 2007 et vainqueur de l'étape des Tre Cime di Lavaredo, le jeune Italien Riccardo Riccò (24 ans) a annoncé viser la victoire sur cette édition. Il a notamment pour coéquipier le meilleur grimpeur de l'édition précédente Leonardo Piepoli. Le meilleur grimpeur du Tour de France 2007 Mauricio Soler est également présent, au sein de la formation Barloworld.

### Les sprinters
Alessandro Petacchi, vainqueur de 24 étapes sur le Tour d'Italie, a déclaré forfait en raison d'une bronchite. Il fait également l'objet d'une suspension jusqu'au 31 août 2008. Son équipe Milram reste néanmoins bien disposée pour les arrivées groupées avec l'Allemand Erik Zabel et des coéquipiers spécialistes de ce type d'épreuves. Les autres vainqueurs d'étapes au sprint sur les grands tours présents au départ à Palerme sont Robbie McEwen, Daniele Bennati, Danilo Hondo, Paolo Bettini et Robert Förster.
Le jeune Mark Cavendish fait forte impression depuis 2007 et a remporté trois victoires au sprint en avril. Mirco Lorenzetto, Graeme Brown, Alexandre Usov, Koldo Fernández, Luciano Pagliarini, Alberto Loddo peuvent également viser de bons résultats en cas de sprint massif.

## Étapes
| Étape     | Date     | Villes étapes                           | km           | Vainqueur d'étape    | Leader du classement général |
| 1re étape | 10 mai   | Palerme                                 | 28,5 (CLM/E) | Slipstream Chipotle  | Christian Vande Velde        |
| 2e étape  | 11 mai   | Cefalu - Agrigento                      | 207          | Riccardo Riccò       | Franco Pellizotti            |
| 3e étape  | 12 mai   | Catane - Milazzo                        | 221          | Daniele Bennati      | Franco Pellizotti            |
| 4e étape  | 13 mai   | Pizzo Calabre - Catanzaro-Lungomare     | 183          | Mark Cavendish       | Franco Pellizotti            |
| 5e étape  | 14 mai   | Belvedere Marittimo - Contursi Terme    | 203          | Pavel Brutt          | Franco Pellizotti            |
| 6e étape  | 15 mai   | Potenza - Peschici                      | 231          | Matteo Priamo        | Giovanni Visconti            |
| 7e étape  | 16 mai   | Vasto - Pescocostanzo                   | 180          | Gabriele Bosisio     | Giovanni Visconti            |
| 8e étape  | 17 mai   | Rivisondoli - Tivoli                    | 208          | Riccardo Riccò       | Giovanni Visconti            |
| 9e étape  | 18 mai   | Civitavecchia - San Vincenzo            | 218          | Daniele Bennati      | Giovanni Visconti            |
| 10e étape | 20 mai   | Pesaro - Urbino                         | 39,4 (CLM)   | Marzio Bruseghin     | Giovanni Visconti            |
| 11e étape | 21 mai   | Urbania - Cesena                        | 199          | Alessandro Bertolini | Giovanni Visconti            |
| 12e étape | 22 mai   | Forlì - Carpi                           | 172          | Daniele Bennati      | Giovanni Visconti            |
| 13e étape | 23 mai   | Modène - Cittadella                     | 177          | Mark Cavendish       | Giovanni Visconti            |
| 14e étape | 24 mai   | Verone - Alpe Di Pampeago               | 195          | Emanuele Sella       | Gabriele Bosisio             |
| 15e étape | 25 mai   | Arabba - Passo Fedaia                   | 153          | Emanuele Sella       | Alberto Contador             |
| 16e étape | 26 mai   | San Viglio Di Marebbe - Plan de Corones | 12,9 (CLM)   | Franco Pellizotti    | Alberto Contador             |
| 17e étape | 28 mai   | Sondrio - Locarno (SUI)                 | 146          | André Greipel        | Alberto Contador             |
| 18e étape | 29 mai   | Mendrisio (SUI) - Varèse                | 147          | Jens Voigt           | Alberto Contador             |
| 19e étape | 30 mai   | Legnano - Pizzo della Presolana         | 228          | Vasil Kiryienka      | Alberto Contador             |
| 20e étape | 31 mai   | Rovetta - Tirano                        | 224          | Emanuele Sella       | Alberto Contador             |
| 21e étape | 1er juin | Cesano Maderno - Milan                  | 28,5 (CLM)   | Marco Pinotti        | Alberto Contador             |

## Classements annexes

### Évolution
Les cyclistes présents dans le tableau ci-dessous correspondent aux leaders des classements annexes. Ils peuvent ne pas correspondre au porteur du maillot.
| Étape     | Vainqueur            | Classement général    | Classement par point | Classement de la montagne | Classement du meilleur jeune | Classement par équipes |
| --------- | -------------------- | --------------------- | -------------------- | ------------------------- | ---------------------------- | ---------------------- |
| 1re étape | Slipstream-Chipotle  | Christian Vande Velde | non décerné          | non décerné               | Chris Anker Sørensen         | Slipstream-Chipotle    |
| 2e étape  | Riccardo Riccò       | Franco Pellizotti     | Riccardo Riccò       | Emanuele Sella            | Chris Anker Sørensen         | Liquigas               |
| 3e étape  | Daniele Bennati      | Franco Pellizotti     | Daniele Bennati      | Emanuele Sella            | Morris Possoni               | Liquigas               |
| 4e étape  | Mark Cavendish       | Franco Pellizotti     | Daniele Bennati      | Emanuele Sella            | Morris Possoni               | Liquigas               |
| 5e étape  | Pavel Brutt          | Franco Pellizotti     | Daniele Bennati      | Emanuele Sella            | Morris Possoni               | Liquigas               |
| 6e étape  | Matteo Priamo        | Giovanni Visconti     | Daniele Bennati      | Emanuele Sella            | Giovanni Visconti            | Astana                 |
| 7e étape  | Gabriele Bosisio     | Giovanni Visconti     | Daniele Bennati      | Emanuele Sella            | Giovanni Visconti            | CSF Group Navigare     |
| 8e étape  | Riccardo Riccò       | Giovanni Visconti     | Riccardo Riccò       | Emanuele Sella            | Giovanni Visconti            | CSF Group Navigare     |
| 9e étape  | Daniele Bennati      | Giovanni Visconti     | Daniele Bennati      | Emanuele Sella            | Giovanni Visconti            | CSF Group Navigare     |
| 10e étape | Marzio Bruseghin     | Giovanni Visconti     | Daniele Bennati      | Emanuele Sella            | Giovanni Visconti            | Astana                 |
| 11e étape | Alessandro Bertolini | Giovanni Visconti     | Daniele Bennati      | Emanuele Sella            | Giovanni Visconti            | Astana                 |
| 12e étape | Daniele Bennati      | Giovanni Visconti     | Daniele Bennati      | Emanuele Sella            | Giovanni Visconti            | Astana                 |
| 13e étape | Mark Cavendish       | Giovanni Visconti     | Daniele Bennati      | Emanuele Sella            | Giovanni Visconti            | Astana                 |
| 14e étape | Emanuele Sella       | Gabriele Bosisio      | Daniele Bennati      | Emanuele Sella            | Riccardo Riccò               | CSF Group Navigare     |
| 15e étape | Emanuele Sella       | Alberto Contador      | Daniele Bennati      | Emanuele Sella            | Riccardo Riccò               | CSF Group Navigare     |
| 16e étape | Franco Pellizotti    | Alberto Contador      | Daniele Bennati      | Emanuele Sella            | Riccardo Riccò               | CSF Group Navigare     |
| 17e étape | André Greipel        | Alberto Contador      | Daniele Bennati      | Emanuele Sella            | Riccardo Riccò               | CSF Group Navigare     |
| 18e étape | Jens Voigt           | Alberto Contador      | Daniele Bennati      | Emanuele Sella            | Riccardo Riccò               | CSF Group Navigare     |
| 19e étape | Vasil Kiryienka      | Alberto Contador      | Daniele Bennati      | Emanuele Sella            | Riccardo Riccò               | CSF Group Navigare     |
| 20e étape | Emanuele Sella       | Alberto Contador      | Daniele Bennati      | Emanuele Sella            | Riccardo Riccò               | CSF Group Navigare     |
| 21e étape | Marco Pinotti        | Alberto Contador      | Daniele Bennati      | Emanuele Sella            | Riccardo Riccò               | CSF Group Navigare     |

### Classements finals
| \| 1. \| Alberto Contador \| Astana \| en \| 89 h 56 min 49 s \| \| 2. \| Riccardo Riccò \| Saunier Duval-Scott \| + \| 1 min 57 s \| \| 3. \| Marzio Bruseghin \| Lampre \| + \| 2 min 54 s \| \| 4. \| Franco Pellizotti \| Liquigas \| + \| 2 min 56 s \| \| 5. \| Denis Menchov \| Rabobank \| + \| 3 min 37 s \| \| 6. \| Emanuele Sella \| CSF Group Navigare \| + \| 4 min 31 s \| \| 7. \| Jurgen Van den Broeck \| Silence-Lotto \| + \| 6 min 30 s \| \| 8. \| Danilo Di Luca \| LPR Brakes \| + \| 7 min 15 s \| \| 9. \| Domenico Pozzovivo \| CSF Group Navigare \| + \| 7 min 53 s \| \| 10. \| Gilberto Simoni \| Serramenti PVC Diquigiovanni \| + \| 11 min 03 s \| |                       |                              |    |                  |
| 1. | Alberto Contador      | Astana                       | en | 89 h 56 min 49 s |
| 2. | Riccardo Riccò        | Saunier Duval-Scott          | +  | 1 min 57 s       |
| 3. | Marzio Bruseghin      | Lampre                       | +  | 2 min 54 s       |
| 4. | Franco Pellizotti     | Liquigas                     | +  | 2 min 56 s       |
| 5. | Denis Menchov         | Rabobank                     | +  | 3 min 37 s       |
| 6. | Emanuele Sella        | CSF Group Navigare           | +  | 4 min 31 s       |
| 7. | Jurgen Van den Broeck | Silence-Lotto                | +  | 6 min 30 s       |
| 8. | Danilo Di Luca        | LPR Brakes                   | +  | 7 min 15 s       |
| 9. | Domenico Pozzovivo    | CSF Group Navigare           | +  | 7 min 53 s       |
| 10. | Gilberto Simoni       | Serramenti PVC Diquigiovanni | +  | 11 min 03 s      |

| \| 1. \| Daniele Bennati \| Liquigas \| 189 pts \| \| 2. \| Emanuele Sella \| CSF Group Navigare \| 138 pts \| \| 3. \| Riccardo Riccò \| Saunier Duval-Scott \| 131 pts \| \| 4. \| Mark Cavendish \| Team High Road \| 106 pts \| \| 5. \| Paolo Bettini \| Quick Step \| 106 pts \| \| 6. \| Franco Pellizotti \| Liquigas \| 96 pts \| \| 7. \| Danilo Di Luca \| LPR Brakes \| 87 pts \| \| 8. \| Alberto Contador \| Astana \| 86 pts \| \| 9. \| Erik Zabel \| Team Milram \| 80 pts \| \| 10. \| Vasil Kiryienka \| Tinkoff Credit Systems \| 76 pts \| |                   |                        |         |
| 1. | Daniele Bennati   | Liquigas               | 189 pts |
| 2. | Emanuele Sella    | CSF Group Navigare     | 138 pts |
| 3. | Riccardo Riccò    | Saunier Duval-Scott    | 131 pts |
| 4. | Mark Cavendish    | Team High Road         | 106 pts |
| 5. | Paolo Bettini     | Quick Step             | 106 pts |
| 6. | Franco Pellizotti | Liquigas               | 96 pts  |
| 7. | Danilo Di Luca    | LPR Brakes             | 87 pts  |
| 8. | Alberto Contador  | Astana                 | 86 pts  |
| 9. | Erik Zabel        | Team Milram            | 80 pts  |
| 10. | Vasil Kiryienka   | Tinkoff Credit Systems | 76 pts  |

| \| 1. \| Emanuele Sella \| CSF Group Navigare \| 136 pts \| \| 2. \| Vasil Kiryienka \| Tinkoff Credit Systems \| 63 pts \| \| 3. \| Fortunato Baliani \| CSF Group Navigare \| 48 pts \| \| 4. \| Julio Alberto Pérez Cuapio \| CSF Group Navigare \| 20 pts \| \| 5. \| Alessandro Bertolini \| Serramenti PVC Diquigiovanni \| 20 pts \| \| 6. \| Antonio Colom \| Astana \| 20 pts \| \| 7. \| Alexander Efimkin \| Quick Step \| 20 pts \| \| 8. \| Gabriele Bosisio \| LPR Brakes \| 19 pts \| \| 9. \| Félix Cárdenas \| Barloworld \| 19 pts \| \| 10. \| José Rujano \| Caisse d'Épargne \| 18 pts \| |                            |                              |         |
| 1. | Emanuele Sella             | CSF Group Navigare           | 136 pts |
| 2. | Vasil Kiryienka            | Tinkoff Credit Systems       | 63 pts  |
| 3. | Fortunato Baliani          | CSF Group Navigare           | 48 pts  |
| 4. | Julio Alberto Pérez Cuapio | CSF Group Navigare           | 20 pts  |
| 5. | Alessandro Bertolini       | Serramenti PVC Diquigiovanni | 20 pts  |
| 6. | Antonio Colom              | Astana                       | 20 pts  |
| 7. | Alexander Efimkin          | Quick Step                   | 20 pts  |
| 8. | Gabriele Bosisio           | LPR Brakes                   | 19 pts  |
| 9. | Félix Cárdenas             | Barloworld                   | 19 pts  |
| 10. | José Rujano                | Caisse d'Épargne             | 18 pts  |

| \| 1. \| Riccardo Riccò \| Saunier Duval-Scott \| en \| 89 h 58 min 46 s \| \| 2. \| Jurgen Van den Broeck \| Silence-Lotto \| + \| 4 min 33 s \| \| 3. \| Vincenzo Nibali \| Liquigas \| \| 18 min 17 s \| \| 4. \| Chris Anker Sørensen \| Team CSC \| \| 1 h 02 min 12 s \| \| 5. \| Matthew Lloyd \| Silence-Lotto \| \| 1 h 03 min 55 s \| \| 6. \| Francis De Greef \| Silence-Lotto \| \| 1 h 19 min 07 s \| \| 7. \| Giovanni Visconti \| Quick Step \| \| 1 h 28 min 20 s \| \| 8. \| Morris Possoni \| Team High Road \| \| 1 h 30 min 36 s \| \| 9. \| Simon Špilak \| Lampre \| \| 1 h 37 min 49 s \| \| 10. \| Johannes Fröhlinger \| Gerolsteiner \| \| 1 h 39 min 33 s \| |                       |                     |    |                  |
| 1. | Riccardo Riccò        | Saunier Duval-Scott | en | 89 h 58 min 46 s |
| 2. | Jurgen Van den Broeck | Silence-Lotto       | +  | 4 min 33 s       |
| 3. | Vincenzo Nibali       | Liquigas            |    | 18 min 17 s      |
| 4. | Chris Anker Sørensen  | Team CSC            |    | 1 h 02 min 12 s  |
| 5. | Matthew Lloyd         | Silence-Lotto       |    | 1 h 03 min 55 s  |
| 6. | Francis De Greef      | Silence-Lotto       |    | 1 h 19 min 07 s  |
| 7. | Giovanni Visconti     | Quick Step          |    | 1 h 28 min 20 s  |
| 8. | Morris Possoni        | Team High Road      |    | 1 h 30 min 36 s  |
| 9. | Simon Špilak          | Lampre              |    | 1 h 37 min 49 s  |
| 10. | Johannes Fröhlinger   | Gerolsteiner        |    | 1 h 39 min 33 s  |

| \| 1. \| CSF Group Navigare \| Irlande \| en \| 268 h 52 min 44 s \| \| 2. \| Astana \| Luxembourg \| + \| 43 min 48 s \| \| 3. \| Liquigas \| Italie \| \| 1 h 00 min 42 s \| \| 4. \| LPR Brakes \| Italie \| \| 1 h 06 min 45 s \| \| 5. \| Silence-Lotto \| Belgique \| \| 1 h 38 min 13 s \| \| 6. \| Serramenti PVC Diquigiovanni \| Italie \| \| 1 h 53 min 33 s \| \| 7. \| Team CSC \| Danemark \| \| 1 h 57 min 53 s \| \| 8. \| Quick Step \| Belgique \| \| 2 h 05 min 32 s \| \| 9. \| Caisse d'Épargne \| Espagne \| \| 2 h 14 min 59 s \| \| 10. \| Rabobank \| Pays-Bas \| \| 2 h 22 min 25 s \| |                              |            |    |                   |
| 1. | CSF Group Navigare           | Irlande    | en | 268 h 52 min 44 s |
| 2. | Astana                       | Luxembourg | +  | 43 min 48 s       |
| 3. | Liquigas                     | Italie     |    | 1 h 00 min 42 s   |
| 4. | LPR Brakes                   | Italie     |    | 1 h 06 min 45 s   |
| 5. | Silence-Lotto                | Belgique   |    | 1 h 38 min 13 s   |
| 6. | Serramenti PVC Diquigiovanni | Italie     |    | 1 h 53 min 33 s   |
| 7. | Team CSC                     | Danemark   |    | 1 h 57 min 53 s   |
| 8. | Quick Step                   | Belgique   |    | 2 h 05 min 32 s   |
| 9. | Caisse d'Épargne             | Espagne    |    | 2 h 14 min 59 s   |
| 10. | Rabobank                     | Pays-Bas   |    | 2 h 22 min 25 s   |

| \| 1. \| Liquigas \| Italie \| 360 pts \| \| 2. \| Astana \| Luxembourg \| 347 pts \| \| 3. \| CSF Group Navigare \| Irlande \| 340 pts \| \| 4. \| LPR Brakes \| Italie \| 267 pts \| \| 5. \| Team High Road \| États-Unis \| 258 pts \| \| 6. \| Tinkoff Credit Systems \| Italie \| 237 pts \| \| 7. \| Saunier Duval-Scott \| Espagne \| 223 pts \| \| 8. \| Quick Step \| Belgique \| 198 pts \| \| 9. \| Caisse d'Épargne \| Espagne \| 188 pts \| \| 10. \| Lampre \| Italie \| 187 pts \| |                        |            |         |
| 1. | Liquigas               | Italie     | 360 pts |
| 2. | Astana                 | Luxembourg | 347 pts |
| 3. | CSF Group Navigare     | Irlande    | 340 pts |
| 4. | LPR Brakes             | Italie     | 267 pts |
| 5. | Team High Road         | États-Unis | 258 pts |
| 6. | Tinkoff Credit Systems | Italie     | 237 pts |
| 7. | Saunier Duval-Scott    | Espagne    | 223 pts |
| 8. | Quick Step             | Belgique   | 198 pts |
| 9. | Caisse d'Épargne       | Espagne    | 188 pts |
| 10. | Lampre                 | Italie     | 187 pts |

| \| 1. \| Fortunato Baliani \| CSF Group Navigare \| 23 pts \| \| 2. \| Jérémy Roy \| La Française des jeux \| 19 pts \| \| 3. \| Daniele Bennati \| Liquigas \| 18 pts \| \| 4. \| Mickaël Buffaz \| Cofidis \| 14 pts \| \| 5. \| Francesco Gavazzi \| Lampre \| 9 pts \| \| 6. \| Paolo Bettini \| Quick Step \| 8 pts \| \| 7. \| Giovanni Visconti \| Quick Step \| 7 pts \| \| 8. \| Francisco Pérez Sánchez \| Caisse d'Épargne \| 7 pts \| \| 9. \| Vasil Kiryienka \| Tinkoff Credit Systems \| 6 pts \| \| 10. \| Matej Jurčo \| Team Milram \| 6 pts \| |                         |                        |        |
| 1. | Fortunato Baliani       | CSF Group Navigare     | 23 pts |
| 2. | Jérémy Roy              | La Française des jeux  | 19 pts |
| 3. | Daniele Bennati         | Liquigas               | 18 pts |
| 4. | Mickaël Buffaz          | Cofidis                | 14 pts |
| 5. | Francesco Gavazzi       | Lampre                 | 9 pts  |
| 6. | Paolo Bettini           | Quick Step             | 8 pts  |
| 7. | Giovanni Visconti       | Quick Step             | 7 pts  |
| 8. | Francisco Pérez Sánchez | Caisse d'Épargne       | 7 pts  |
| 9. | Vasil Kiryienka         | Tinkoff Credit Systems | 6 pts  |
| 10. | Matej Jurčo             | Team Milram            | 6 pts  |

| \| 1. \| Emanuele Sella \| CSF Group Navigare \| 75 pts \| \| 2. \| Daniele Bennati \| Liquigas \| 51 pts \| \| 3. \| Fortunato Baliani \| CSF Group Navigare \| 46 pts \| \| 4. \| Vasil Kiryienka \| Tinkoff Credit Systems \| 34 pts \| \| 5. \| Riccardo Riccò \| Saunier Duval-Scott \| 26 pts \| \| 6. \| Paolo Bettini \| Quick Step \| 25 pts \| \| 7. \| Mark Cavendish \| Team High Road \| 22 pts \| \| 8. \| Jérémy Roy \| La Française des jeux \| 20 pts \| \| 9. \| Alessandro Bertolini \| Serramenti PVC Diquigiovanni \| 18 pts \| \| 10. \| Félix Cárdenas \| Barloworld \| 17 pts \| |                      |                              |        |
| 1. | Emanuele Sella       | CSF Group Navigare           | 75 pts |
| 2. | Daniele Bennati      | Liquigas                     | 51 pts |
| 3. | Fortunato Baliani    | CSF Group Navigare           | 46 pts |
| 4. | Vasil Kiryienka      | Tinkoff Credit Systems       | 34 pts |
| 5. | Riccardo Riccò       | Saunier Duval-Scott          | 26 pts |
| 6. | Paolo Bettini        | Quick Step                   | 25 pts |
| 7. | Mark Cavendish       | Team High Road               | 22 pts |
| 8. | Jérémy Roy           | La Française des jeux        | 20 pts |
| 9. | Alessandro Bertolini | Serramenti PVC Diquigiovanni | 18 pts |
| 10. | Félix Cárdenas       | Barloworld                   | 17 pts |

| \| 1. \| Daniele Bennati \| Liquigas \| 16 pts \| \| 2. \| Emanuele Sella \| CSF Group Navigare \| 15 pts \| \| 3. \| Mark Cavendish \| Team High Road \| 12 pts \| \| 4. \| Riccardo Riccò \| Saunier Duval-Scott \| 9 pts \| \| 5. \| Vasil Kiryienka \| Tinkoff Credit Systems \| 8 pts \| \| 6. \| Gabriele Bosisio \| LPR Brakes \| 4 pts \| \| 7. \| Marzio Bruseghin \| Lampre \| 4 pts \| \| 8. \| Franco Pellizotti \| Liquigas \| 4 pts \| \| 9. \| Jens Voigt \| Team CSC \| 4 pts \| \| 10. \| Marco Pinotti \| Team High Road \| 4 pts \| |                   |                        |        |
| 1. | Daniele Bennati   | Liquigas               | 16 pts |
| 2. | Emanuele Sella    | CSF Group Navigare     | 15 pts |
| 3. | Mark Cavendish    | Team High Road         | 12 pts |
| 4. | Riccardo Riccò    | Saunier Duval-Scott    | 9 pts  |
| 5. | Vasil Kiryienka   | Tinkoff Credit Systems | 8 pts  |
| 6. | Gabriele Bosisio  | LPR Brakes             | 4 pts  |
| 7. | Marzio Bruseghin  | Lampre                 | 4 pts  |
| 8. | Franco Pellizotti | Liquigas               | 4 pts  |
| 9. | Jens Voigt        | Team CSC               | 4 pts  |
| 10. | Marco Pinotti     | Team High Road         | 4 pts  |

| \| 1. \| Fortunato Baliani \| CSF Group Navigare \| 466 pts \| \| 2. \| Mickaël Buffaz \| Cofidis \| 464 pts \| \| 3. \| Emanuele Sella \| CSF Group Navigare \| 386 pts \| \| 4. \| Vasil Kiryienka \| Tinkoff Credit Systems \| 344 pts \| \| 5. \| Jérémy Roy \| La Française des jeux \| 263 pts \| \| 6. \| Yuriy Krivtsov \| AG2R La Mondiale \| 203 pts \| \| 7. \| Félix Cárdenas \| Barloworld \| 201 pts \| \| 8. \| Luis Felipe Laverde \| CSF Group Navigare \| 184 pts \| \| 9. \| Johannes Fröhlinger \| Gerolsteiner \| 184 pts \| \| 10. \| David Millar \| Slipstream Chipotle \| 184 pts \| |                     |                        |         |
| 1. | Fortunato Baliani   | CSF Group Navigare     | 466 pts |
| 2. | Mickaël Buffaz      | Cofidis                | 464 pts |
| 3. | Emanuele Sella      | CSF Group Navigare     | 386 pts |
| 4. | Vasil Kiryienka     | Tinkoff Credit Systems | 344 pts |
| 5. | Jérémy Roy          | La Française des jeux  | 263 pts |
| 6. | Yuriy Krivtsov      | AG2R La Mondiale       | 203 pts |
| 7. | Félix Cárdenas      | Barloworld             | 201 pts |
| 8. | Luis Felipe Laverde | CSF Group Navigare     | 184 pts |
| 9. | Johannes Fröhlinger | Gerolsteiner           | 184 pts |
| 10. | David Millar        | Slipstream Chipotle    | 184 pts |

| \| 1. \| Lampre \| Italie \| 0 pt \| \| 2. \| Liquigas \| Italie \| 20 pts \| \| 3. \| LPR Brakes \| Italie \| 20 pts \| \| 4. \| Cofidis \| France \| 20 pts \| \| 5. \| CSF Group Navigare \| Irlande \| 25 pts \| \| 6. \| Team CSC \| Danemark \| 25 pts \| \| 7. \| Team Milram \| Allemagne \| 25 pts \| \| 8. \| Tinkoff Credit Systems \| Italie \| 35 pts \| \| 9. \| Team High Road \| États-Unis \| 40 pts \| \| 10. \| Rabobank \| Pays-Bas \| 45 pts \| |                        |            |        |
| 1. | Lampre                 | Italie     | 0 pt   |
| 2. | Liquigas               | Italie     | 20 pts |
| 3. | LPR Brakes             | Italie     | 20 pts |
| 4. | Cofidis                | France     | 20 pts |
| 5. | CSF Group Navigare     | Irlande    | 25 pts |
| 6. | Team CSC               | Danemark   | 25 pts |
| 7. | Team Milram            | Allemagne  | 25 pts |
| 8. | Tinkoff Credit Systems | Italie     | 35 pts |
| 9. | Team High Road         | États-Unis | 40 pts |
| 10. | Rabobank               | Pays-Bas   | 45 pts |

## Liste des participants
| LPR Brakes-Ballan LPR | LPR Brakes-Ballan LPR        | LPR Brakes-Ballan LPR |
| --------------------- | ---------------------------- | --------------------- |
| Num                   | Coureur                      | Pos                   |
| 1                     | Danilo Di Luca (ITA)         | 8e                    |
| 2                     | Paolo Bailetti (ITA)         | 89e                   |
| 3                     | Gabriele Bosisio (ITA)       | 22e                   |
| 4                     | Riccardo Chiarini (ITA)      | 125e                  |
| 5                     | Giairo Ermeti (ITA)          | 83e                   |
| 6                     | Jure Golčer (SLO)            | 32e                   |
| 7                     | Daniele Pietropolli (ITA)    | 57e                   |
| 8                     | Paolo Savoldelli (ITA)       | 15e                   |
| 9                     | Alessandro Spezialetti (ITA) | 41e                   |

| AG2R-La Mondiale ALM | AG2R-La Mondiale ALM    | AG2R-La Mondiale ALM |
| -------------------- | ----------------------- | -------------------- |
| Num                  | Coureur                 | Pos                  |
| 11                   | Tadej Valjavec (SLO)    | 13e                  |
| 12                   | Philip Deignan (IRL)    | 79e                  |
| 13                   | Rene Mandri (EST)       | AB-6                 |
| 14                   | Laurent Mangel (FRA)    | 93e                  |
| 15                   | Rinaldo Nocentini (ITA) | 56e                  |
| 16                   | Nicolas Rousseau (FRA)  | 122e                 |
| 17                   | Blaise Sonnery (FRA)    | 91e                  |
| 18                   | Aliaksandr Usau (BLR)   | 119e                 |
| 19                   | Yuriy Krivtsov (UKR)    | 107e                 |

| Astana AST | Astana AST             | Astana AST |
| ---------- | ---------------------- | ---------- |
| Num        | Coureur                | Pos        |
| 21         | Levi Leipheimer (USA)  | 18e        |
| 22         | Alberto Contador (ESP) | 1er        |
| 23         | Vladimir Gusev (RUS)   | 45e        |
| 24         | Antonio Colom (ESP)    | 25e        |
| 25         | Maxim Iglinskiy (KAZ)  | 55e        |
| 26         | Steve Morabito (SUI)   | AB-8       |
| 27         | Andrey Mizourov (KAZ)  | 66e        |
| 28         | Andreas Klöden (GER)   | AB-20      |
| 29         | Assan Bazayev (KAZ)    | 97e        |

| Barloworld BAR | Barloworld BAR              | Barloworld BAR |
| -------------- | --------------------------- | -------------- |
| Num            | Coureur                     | Pos            |
| 31             | Francesco Bellotti (ITA)    | NP-11          |
| 32             | Patrick Calcagni (SUI)      | AB-7           |
| 33             | Félix Cárdenas (COL)        | 16e            |
| 34             | Steve Cummings (GBR)        | 96e            |
| 35             | Enrico Gasparotto (ITA)     | 92e            |
| 36             | Christian Pfannberger (AUT) | AB-15          |
| 37             | Carlo Scognamiglio (ITA)    | 126e           |
| 38             | Mauricio Soler (COL)        | AB-11          |
| 39             | Geraint Thomas (GBR)        | 118e           |

| Caisse d'Épargne GCE | Caisse d'Épargne GCE    | Caisse d'Épargne GCE |
| -------------------- | ----------------------- | -------------------- |
| Num                  | Coureur                 | Pos                  |
| 41                   | Marlon Pérez (COL)      | 90e                  |
| 42                   | Joan Horrach (ESP)      | 81e                  |
| 43                   | Vladimir Karpets (RUS)  | 31e                  |
| 44                   | Pablo Lastras (ESP)     | 64e                  |
| 45                   | Francisco Pérez (URU)   | 67e                  |
| 46                   | Mathieu Perget (FRA)    | 112e                 |
| 47                   | Joaquim Rodríguez (ESP) | 17e                  |
| 48                   | José Rujano (VEN)       | 49e                  |
| 49                   | Luis Pasamontes (ESP)   | 36e                  |

| Cofidis-Le Crédit par Téléphone COF | Cofidis-Le Crédit par Téléphone COF | Cofidis-Le Crédit par Téléphone COF |
| ----------------------------------- | ----------------------------------- | ----------------------------------- |
| Num                                 | Coureur                             | Pos                                 |
| 51                                  | Mickaël Buffaz (FRA)                | 121e                                |
| 52                                  | Kevin De Weert (BEL)                | AB-6                                |
| 53                                  | Bingen Fernández (ESP)              | AB-9                                |
| 54                                  | Nicolas Hartmann (FRA)              | 127e                                |
| 55                                  | Steve Zampieri (SUI)                | NP-10                               |
| 56                                  | Yann Huguet (FRA)                   | 135e                                |
| 57                                  | Damien Monier (FRA)                 | 111e                                |
| 58                                  | Nick Nuyens (BEL)                   | NP-5                                |
| 59                                  | Rik Verbrugghe (BEL)                | AB-11                               |

| CSF Group Navigare CSF | CSF Group Navigare CSF           | CSF Group Navigare CSF |
| ---------------------- | -------------------------------- | ---------------------- |
| Num                    | Coureur                          | Pos                    |
| 61                     | Emanuele Sella (ITA)             | 6e                     |
| 62                     | Fortunato Baliani (ITA)          | 12e                    |
| 63                     | Maximiliano Richeze (ARG)        | NP-1                   |
| 64                     | Luis Felipe Laverde (COL)        | 24e                    |
| 65                     | Julio Alberto Pérez Cuapio (MEX) | 76e                    |
| 66                     | Filippo Savini (ITA)             | AB-9                   |
| 67                     | Matteo Priamo (ITA)              | NP-13                  |
| 68                     | Tiziano Dall'Antonia (ITA)       | 98e                    |
| 69                     | Domenico Pozzovivo (ITA)         | 9e                     |

| Euskaltel-Euskadi EUS | Euskaltel-Euskadi EUS     | Euskaltel-Euskadi EUS |
| --------------------- | ------------------------- | --------------------- |
| Num                   | Coureur                   | Pos                   |
| 71                    | Josu Agirre (ESP)         | 138e                  |
| 72                    | Lander Aperribai (ESP)    | HD-16                 |
| 73                    | Koldo Fernández (ESP)     | NP-14                 |
| 74                    | Aitor Galdós (ESP)        | AB-7                  |
| 75                    | Dionisio Galparsoro (ESP) | AB-19                 |
| 76                    | Markel Irizar (ESP)       | 74e                   |
| 77                    | Íñigo Landaluze (ESP)     | AB-15                 |
| 78                    | Alan Pérez (ESP)          | 72e                   |
| 79                    | Iván Velasco (ESP)        | 54e                   |

| La Française des jeux FDJ | La Française des jeux FDJ | La Française des jeux FDJ |
| ------------------------- | ------------------------- | ------------------------- |
| Num                       | Coureur                   | Pos                       |
| 81                        | Mikaël Cherel (FRA)       | AB-19                     |
| 82                        | Timothy Gudsell (NZL)     | 136e                      |
| 83                        | Yauheni Hutarovich (BLR)  | AB-7                      |
| 84                        | Lilian Jégou (FRA)        | 85e                       |
| 85                        | Yoann Le Boulanger (FRA)  | 27e                       |
| 86                        | Guillaume Levarlet (FRA)  | 113e                      |
| 87                        | Jérémy Roy (FRA)          | 82e                       |
| 88                        | Tom Stubbe (BEL)          | AB-4                      |
| 89                        | Jussi Veikkanen (FIN)     | 50e                       |

| Gerolsteiner GST | Gerolsteiner GST          | Gerolsteiner GST |
| ---------------- | ------------------------- | ---------------- |
| Num              | Coureur                   | Pos              |
| 91               | Robert Förster (GER)      | NP-14            |
| 92               | Thomas Fothen (GER)       | HD-16            |
| 93               | Johannes Fröhlinger (GER) | 51e              |
| 94               | Oscar Gatto (ITA)         | AB-14            |
| 95               | Sven Krauss (GER)         | 131e             |
| 96               | Andrea Moletta (ITA)      | NP-11            |
| 97               | Volker Ordowski (GER)     | AB-11            |
| 98               | Davide Rebellin (ITA)     | NP-14            |
| 99               | Matthias Russ (GER)       | AB-15            |

| High Road THR | High Road THR             | High Road THR |
| ------------- | ------------------------- | ------------- |
| Num           | Coureur                   | Pos           |
| 101           | Mark Cavendish (GBR)      | 132e          |
| 102           | André Greipel (GER)       | 133e          |
| 103           | Adam Hansen (AUS)         | 108e          |
| 104           | Tony Martin (GER)         | 128e          |
| 105           | Marco Pinotti (ITA)       | 65e           |
| 106           | Morris Possoni (ITA)      | 44e           |
| 107           | František Raboň (CZE)     | 101e          |
| 108           | Kanstantsin Siutsou (BLR) | AB-20         |
| 109           | Bradley Wiggins (GBR)     | 134e          |

| Lampre LAM | Lampre LAM               | Lampre LAM |
| ---------- | ------------------------ | ---------- |
| Num        | Coureur                  | Pos        |
| 111        | Marzio Bruseghin (ITA)   | 3e         |
| 112        | Paolo Bossoni (ITA)      | HD-16      |
| 113        | Fabio Baldato (ITA)      | 109e       |
| 114        | David Loosli (SUI)       | 63e        |
| 115        | Sylwester Szmyd (POL)    | 23e        |
| 116        | Simon Špilak (SLO)       | 48e        |
| 117        | Mirco Lorenzetto (ITA)   | AB-14      |
| 118        | Mauro Santambrogio (ITA) | AB-11      |
| 119        | Francesco Gavazzi (ITA)  | 84e        |

| Liquigas LIQ | Liquigas LIQ              | Liquigas LIQ |
| ------------ | ------------------------- | ------------ |
| Num          | Coureur                   | Pos          |
| 121          | Daniele Bennati (ITA)     | 70e          |
| 122          | Kjell Carlström (FIN)     | 123e         |
| 123          | Dario Cataldo (ITA)       | AB-15        |
| 124          | Vladimir Miholjević (CRO) | 21e          |
| 125          | Vincenzo Nibali (ITA)     | 11e          |
| 126          | Andrea Noè (ITA)          | 39e          |
| 127          | Franco Pellizotti (ITA)   | 4e           |
| 128          | Alessandro Vanotti (ITA)  | 86e          |
| 129          | Charles Wegelius (GBR)    | 69e          |

| Quick Step QST | Quick Step QST           | Quick Step QST |
| -------------- | ------------------------ | -------------- |
| Num            | Coureur                  | Pos            |
| 131            | Paolo Bettini (ITA)      | 19e            |
| 132            | Alexander Efimkin (RUS)  | 68e            |
| 133            | Addy Engels (NED)        | 105e           |
| 134            | Mauro Facci (ITA)        | 115e           |
| 135            | Juan Manuel Gárate (ESP) | 37e            |
| 136            | Hubert Schwab (SUI)      | 100e           |
| 137            | Kevin Seeldraeyers (BEL) | 73e            |
| 138            | Andrea Tonti (ITA)       | 33e            |
| 139            | Giovanni Visconti (ITA)  | 42e            |

| Rabobank RAB | Rabobank RAB            | Rabobank RAB |
| ------------ | ----------------------- | ------------ |
| Num          | Coureur                 | Pos          |
| 141          | Denis Menchov (RUS)     | 5e           |
| 142          | Graeme Brown (AUS)      | AB-14        |
| 143          | Bram de Groot (NED)     | 120e         |
| 144          | Theo Eltink (NED)       | 77e          |
| 145          | Mathew Hayman (AUS)     | HD-16        |
| 146          | Dmitry Kozontchuk (RUS) | 59e          |
| 147          | Gerben Löwik (NED)      | 116e         |
| 148          | Paul Martens (GER)      | 78e          |
| 149          | Mauricio Ardila (COL)   | 20e          |

| Saunier Duval-Scott SDV | Saunier Duval-Scott SDV    | Saunier Duval-Scott SDV |
| ----------------------- | -------------------------- | ----------------------- |
| Num                     | Coureur                    | Pos                     |
| 151                     | Riccardo Riccò (ITA)       | 2e                      |
| 152                     | José Alberto Benítez (ESP) | 106e                    |
| 153                     | Raivis Belohvoščiks (LAT)  | HD-16                   |
| 154                     | Eros Capecchi (ITA)        | AB-15                   |
| 155                     | David Cañada (ESP)         | 58e                     |
| 156                     | Ermanno Capelli (ITA)      | 99e                     |
| 157                     | Iker Camaño (ESP)          | 75e                     |
| 158                     | Luciano Pagliarini (BRA)   | AB-14                   |
| 159                     | Leonardo Piepoli (ITA)     | AB-15                   |

| Serramenti PVC Diquigiovanni-Androni Giocattoli SDA | Serramenti PVC Diquigiovanni-Androni Giocattoli SDA | Serramenti PVC Diquigiovanni-Androni Giocattoli SDA |
| --------------------------------------------------- | --------------------------------------------------- | --------------------------------------------------- |
| Num                                                 | Coureur                                             | Pos                                                 |
| 161                                                 | Gilberto Simoni (ITA)                               | 10e                                                 |
| 162                                                 | Alessandro Bertolini (ITA)                          | 89e                                                 |
| 163                                                 | Danilo Hondo (GER)                                  | 104e                                                |
| 164                                                 | Raffaele Illiano (ITA)                              | 103e                                                |
| 165                                                 | Ruslan Ivanov (MDA)                                 | 43e                                                 |
| 166                                                 | Gabriele Missaglia (ITA)                            | 71e                                                 |
| 167                                                 | Daniele Nardello (ITA)                              | 46e                                                 |
| 168                                                 | Carlos José Ochoa (VEN)                             | 61e                                                 |
| 169                                                 | José Serpa (COL)                                    | 26e                                                 |

| Silence-Lotto SIL | Silence-Lotto SIL           | Silence-Lotto SIL |
| ----------------- | --------------------------- | ----------------- |
| Num               | Coureur                     | Pos               |
| 171               | Geert Steurs (BEL)          | NP-11             |
| 172               | Dominique Cornu (BEL)       | AB-4              |
| 173               | Francis De Greef (BEL)      | 40e               |
| 174               | Dries Devenyns (BEL)        | 117e              |
| 175               | Nick Gates (AUS)            | 139e              |
| 176               | Matthew Lloyd (AUS)         | 30e               |
| 177               | Robbie McEwen (AUS)         | NP-14             |
| 178               | Jurgen Van den Broeck (BEL) | 7e                |
| 179               | Wim Van Huffel (BEL)        | 38e               |

| Slipstream-Chipotle TSL | Slipstream-Chipotle TSL        | Slipstream-Chipotle TSL |
| ----------------------- | ------------------------------ | ----------------------- |
| Num                     | Coureur                        | Pos                     |
| 181                     | Magnus Bäckstedt (SWE)         | NP-10                   |
| 182                     | Julian Dean (NZL)              | NP-19                   |
| 183                     | Ryder Hesjedal (CAN)           | 60e                     |
| 184                     | David Millar (GBR)             | 94e                     |
| 185                     | Jonathan Patrick McCarty (USA) | 95e                     |
| 186                     | Danny Pate (USA)               | 137e                    |
| 187                     | Christopher Sutton (AUS)       | HD-16                   |
| 188                     | Christian Vande Velde (USA)    | 52e                     |
| 189                     | David Zabriskie (USA)          | AB-2                    |

| CSC | CSC                        | CSC   |
| --- | -------------------------- | ----- |
| Num | Coureur                    | Pos   |
| 191 | Anders Lund (DEN)          | 102e  |
| 192 | Bradley McGee (AUS)        | AB-3  |
| 193 | Chris Anker Sørensen (DEN) | 28e   |
| 194 | Gustav Larsson (SWE)       | 14e   |
| 195 | Jason McCartney (USA)      | AB-14 |
| 196 | Jens Voigt (GER)           | 53e   |
| 197 | Michael Blaudzun (DEN)     | 62e   |
| 198 | Nicki Sørensen (DEN)       | 34e   |
| 199 | Stuart O'Grady (AUS)       | NP-4  |

| Team Milram MRM | Team Milram MRM          | Team Milram MRM |
| --------------- | ------------------------ | --------------- |
| Num             | Coureur                  | Pos             |
| 201             | Erik Zabel (GER)         | 80e             |
| 202             | Igor Astarloa (ESP)      | NP-2            |
| 203             | Markus Eichler (GER)     | 141e            |
| 204             | Sergio Ghisalberti (ITA) | AB-8            |
| 205             | Matej Jurčo (SVK)        | 129e            |
| 206             | Alberto Ongarato (ITA)   | 130e            |
| 207             | Enrico Poitschke (GER)   | AB-6            |
| 208             | Fabio Sabatini (ITA)     | NP-13           |
| 209             | Marco Velo (ITA)         | 87e             |

| Tinkoff Credit Systems TCS | Tinkoff Credit Systems TCS | Tinkoff Credit Systems TCS |
| -------------------------- | -------------------------- | -------------------------- |
| Num                        | Coureur                    | Pos                        |
| 211                        | Evgueni Petrov (RUS)       | 29e                        |
| 212                        | Vasil Kiryienka (BLR)      | 35e                        |
| 213                        | Luca Mazzanti (ITA)        | 47e                        |
| 214                        | Alberto Loddo (ITA)        | AB-7                       |
| 215                        | Mikhail Ignatiev (RUS)     | 140e                       |
| 216                        | Nikolay Trusov (RUS)       | 114e                       |
| 217                        | Pavel Brutt (RUS)          | NP-10                      |
| 218                        | Sergueï Klimov (RUS)       | 110e                       |
| 219                        | Alexander Serov (RUS)      | 124e                       |

| LPR Brakes-Ballan LPR | LPR Brakes-Ballan LPR        | LPR Brakes-Ballan LPR |
| --------------------- | ---------------------------- | --------------------- |
| Num                   | Coureur                      | Pos                   |
| 1                     | Danilo Di Luca (ITA)         | 8e                    |
| 2                     | Paolo Bailetti (ITA)         | 89e                   |
| 3                     | Gabriele Bosisio (ITA)       | 22e                   |
| 4                     | Riccardo Chiarini (ITA)      | 125e                  |
| 5                     | Giairo Ermeti (ITA)          | 83e                   |
| 6                     | Jure Golčer (SLO)            | 32e                   |
| 7                     | Daniele Pietropolli (ITA)    | 57e                   |
| 8                     | Paolo Savoldelli (ITA)       | 15e                   |
| 9                     | Alessandro Spezialetti (ITA) | 41e                   |

| AG2R-La Mondiale ALM | AG2R-La Mondiale ALM    | AG2R-La Mondiale ALM |
| -------------------- | ----------------------- | -------------------- |
| Num                  | Coureur                 | Pos                  |
| 11                   | Tadej Valjavec (SLO)    | 13e                  |
| 12                   | Philip Deignan (IRL)    | 79e                  |
| 13                   | Rene Mandri (EST)       | AB-6                 |
| 14                   | Laurent Mangel (FRA)    | 93e                  |
| 15                   | Rinaldo Nocentini (ITA) | 56e                  |
| 16                   | Nicolas Rousseau (FRA)  | 122e                 |
| 17                   | Blaise Sonnery (FRA)    | 91e                  |
| 18                   | Aliaksandr Usau (BLR)   | 119e                 |
| 19                   | Yuriy Krivtsov (UKR)    | 107e                 |

| Astana AST | Astana AST             | Astana AST |
| ---------- | ---------------------- | ---------- |
| Num        | Coureur                | Pos        |
| 21         | Levi Leipheimer (USA)  | 18e        |
| 22         | Alberto Contador (ESP) | 1er        |
| 23         | Vladimir Gusev (RUS)   | 45e        |
| 24         | Antonio Colom (ESP)    | 25e        |
| 25         | Maxim Iglinskiy (KAZ)  | 55e        |
| 26         | Steve Morabito (SUI)   | AB-8       |
| 27         | Andrey Mizourov (KAZ)  | 66e        |
| 28         | Andreas Klöden (GER)   | AB-20      |
| 29         | Assan Bazayev (KAZ)    | 97e        |

| Barloworld BAR | Barloworld BAR              | Barloworld BAR |
| -------------- | --------------------------- | -------------- |
| Num            | Coureur                     | Pos            |
| 31             | Francesco Bellotti (ITA)    | NP-11          |
| 32             | Patrick Calcagni (SUI)      | AB-7           |
| 33             | Félix Cárdenas (COL)        | 16e            |
| 34             | Steve Cummings (GBR)        | 96e            |
| 35             | Enrico Gasparotto (ITA)     | 92e            |
| 36             | Christian Pfannberger (AUT) | AB-15          |
| 37             | Carlo Scognamiglio (ITA)    | 126e           |
| 38             | Mauricio Soler (COL)        | AB-11          |
| 39             | Geraint Thomas (GBR)        | 118e           |

| Caisse d'Épargne GCE | Caisse d'Épargne GCE    | Caisse d'Épargne GCE |
| -------------------- | ----------------------- | -------------------- |
| Num                  | Coureur                 | Pos                  |
| 41                   | Marlon Pérez (COL)      | 90e                  |
| 42                   | Joan Horrach (ESP)      | 81e                  |
| 43                   | Vladimir Karpets (RUS)  | 31e                  |
| 44                   | Pablo Lastras (ESP)     | 64e                  |
| 45                   | Francisco Pérez (URU)   | 67e                  |
| 46                   | Mathieu Perget (FRA)    | 112e                 |
| 47                   | Joaquim Rodríguez (ESP) | 17e                  |
| 48                   | José Rujano (VEN)       | 49e                  |
| 49                   | Luis Pasamontes (ESP)   | 36e                  |

| Cofidis-Le Crédit par Téléphone COF | Cofidis-Le Crédit par Téléphone COF | Cofidis-Le Crédit par Téléphone COF |
| ----------------------------------- | ----------------------------------- | ----------------------------------- |
| Num                                 | Coureur                             | Pos                                 |
| 51                                  | Mickaël Buffaz (FRA)                | 121e                                |
| 52                                  | Kevin De Weert (BEL)                | AB-6                                |
| 53                                  | Bingen Fernández (ESP)              | AB-9                                |
| 54                                  | Nicolas Hartmann (FRA)              | 127e                                |
| 55                                  | Steve Zampieri (SUI)                | NP-10                               |
| 56                                  | Yann Huguet (FRA)                   | 135e                                |
| 57                                  | Damien Monier (FRA)                 | 111e                                |
| 58                                  | Nick Nuyens (BEL)                   | NP-5                                |
| 59                                  | Rik Verbrugghe (BEL)                | AB-11                               |

| CSF Group Navigare CSF | CSF Group Navigare CSF           | CSF Group Navigare CSF |
| ---------------------- | -------------------------------- | ---------------------- |
| Num                    | Coureur                          | Pos                    |
| 61                     | Emanuele Sella (ITA)             | 6e                     |
| 62                     | Fortunato Baliani (ITA)          | 12e                    |
| 63                     | Maximiliano Richeze (ARG)        | NP-1                   |
| 64                     | Luis Felipe Laverde (COL)        | 24e                    |
| 65                     | Julio Alberto Pérez Cuapio (MEX) | 76e                    |
| 66                     | Filippo Savini (ITA)             | AB-9                   |
| 67                     | Matteo Priamo (ITA)              | NP-13                  |
| 68                     | Tiziano Dall'Antonia (ITA)       | 98e                    |
| 69                     | Domenico Pozzovivo (ITA)         | 9e                     |

| Euskaltel-Euskadi EUS | Euskaltel-Euskadi EUS     | Euskaltel-Euskadi EUS |
| --------------------- | ------------------------- | --------------------- |
| Num                   | Coureur                   | Pos                   |
| 71                    | Josu Agirre (ESP)         | 138e                  |
| 72                    | Lander Aperribai (ESP)    | HD-16                 |
| 73                    | Koldo Fernández (ESP)     | NP-14                 |
| 74                    | Aitor Galdós (ESP)        | AB-7                  |
| 75                    | Dionisio Galparsoro (ESP) | AB-19                 |
| 76                    | Markel Irizar (ESP)       | 74e                   |
| 77                    | Íñigo Landaluze (ESP)     | AB-15                 |
| 78                    | Alan Pérez (ESP)          | 72e                   |
| 79                    | Iván Velasco (ESP)        | 54e                   |

| La Française des jeux FDJ | La Française des jeux FDJ | La Française des jeux FDJ |
| ------------------------- | ------------------------- | ------------------------- |
| Num                       | Coureur                   | Pos                       |
| 81                        | Mikaël Cherel (FRA)       | AB-19                     |
| 82                        | Timothy Gudsell (NZL)     | 136e                      |
| 83                        | Yauheni Hutarovich (BLR)  | AB-7                      |
| 84                        | Lilian Jégou (FRA)        | 85e                       |
| 85                        | Yoann Le Boulanger (FRA)  | 27e                       |
| 86                        | Guillaume Levarlet (FRA)  | 113e                      |
| 87                        | Jérémy Roy (FRA)          | 82e                       |
| 88                        | Tom Stubbe (BEL)          | AB-4                      |
| 89                        | Jussi Veikkanen (FIN)     | 50e                       |

| Gerolsteiner GST | Gerolsteiner GST          | Gerolsteiner GST |
| ---------------- | ------------------------- | ---------------- |
| Num              | Coureur                   | Pos              |
| 91               | Robert Förster (GER)      | NP-14            |
| 92               | Thomas Fothen (GER)       | HD-16            |
| 93               | Johannes Fröhlinger (GER) | 51e              |
| 94               | Oscar Gatto (ITA)         | AB-14            |
| 95               | Sven Krauss (GER)         | 131e             |
| 96               | Andrea Moletta (ITA)      | NP-11            |
| 97               | Volker Ordowski (GER)     | AB-11            |
| 98               | Davide Rebellin (ITA)     | NP-14            |
| 99               | Matthias Russ (GER)       | AB-15            |

| High Road THR | High Road THR             | High Road THR |
| ------------- | ------------------------- | ------------- |
| Num           | Coureur                   | Pos           |
| 101           | Mark Cavendish (GBR)      | 132e          |
| 102           | André Greipel (GER)       | 133e          |
| 103           | Adam Hansen (AUS)         | 108e          |
| 104           | Tony Martin (GER)         | 128e          |
| 105           | Marco Pinotti (ITA)       | 65e           |
| 106           | Morris Possoni (ITA)      | 44e           |
| 107           | František Raboň (CZE)     | 101e          |
| 108           | Kanstantsin Siutsou (BLR) | AB-20         |
| 109           | Bradley Wiggins (GBR)     | 134e          |

| Lampre LAM | Lampre LAM               | Lampre LAM |
| ---------- | ------------------------ | ---------- |
| Num        | Coureur                  | Pos        |
| 111        | Marzio Bruseghin (ITA)   | 3e         |
| 112        | Paolo Bossoni (ITA)      | HD-16      |
| 113        | Fabio Baldato (ITA)      | 109e       |
| 114        | David Loosli (SUI)       | 63e        |
| 115        | Sylwester Szmyd (POL)    | 23e        |
| 116        | Simon Špilak (SLO)       | 48e        |
| 117        | Mirco Lorenzetto (ITA)   | AB-14      |
| 118        | Mauro Santambrogio (ITA) | AB-11      |
| 119        | Francesco Gavazzi (ITA)  | 84e        |

| Liquigas LIQ | Liquigas LIQ              | Liquigas LIQ |
| ------------ | ------------------------- | ------------ |
| Num          | Coureur                   | Pos          |
| 121          | Daniele Bennati (ITA)     | 70e          |
| 122          | Kjell Carlström (FIN)     | 123e         |
| 123          | Dario Cataldo (ITA)       | AB-15        |
| 124          | Vladimir Miholjević (CRO) | 21e          |
| 125          | Vincenzo Nibali (ITA)     | 11e          |
| 126          | Andrea Noè (ITA)          | 39e          |
| 127          | Franco Pellizotti (ITA)   | 4e           |
| 128          | Alessandro Vanotti (ITA)  | 86e          |
| 129          | Charles Wegelius (GBR)    | 69e          |

| Quick Step QST | Quick Step QST           | Quick Step QST |
| -------------- | ------------------------ | -------------- |
| Num            | Coureur                  | Pos            |
| 131            | Paolo Bettini (ITA)      | 19e            |
| 132            | Alexander Efimkin (RUS)  | 68e            |
| 133            | Addy Engels (NED)        | 105e           |
| 134            | Mauro Facci (ITA)        | 115e           |
| 135            | Juan Manuel Gárate (ESP) | 37e            |
| 136            | Hubert Schwab (SUI)      | 100e           |
| 137            | Kevin Seeldraeyers (BEL) | 73e            |
| 138            | Andrea Tonti (ITA)       | 33e            |
| 139            | Giovanni Visconti (ITA)  | 42e            |

| Rabobank RAB | Rabobank RAB            | Rabobank RAB |
| ------------ | ----------------------- | ------------ |
| Num          | Coureur                 | Pos          |
| 141          | Denis Menchov (RUS)     | 5e           |
| 142          | Graeme Brown (AUS)      | AB-14        |
| 143          | Bram de Groot (NED)     | 120e         |
| 144          | Theo Eltink (NED)       | 77e          |
| 145          | Mathew Hayman (AUS)     | HD-16        |
| 146          | Dmitry Kozontchuk (RUS) | 59e          |
| 147          | Gerben Löwik (NED)      | 116e         |
| 148          | Paul Martens (GER)      | 78e          |
| 149          | Mauricio Ardila (COL)   | 20e          |

| Saunier Duval-Scott SDV | Saunier Duval-Scott SDV    | Saunier Duval-Scott SDV |
| ----------------------- | -------------------------- | ----------------------- |
| Num                     | Coureur                    | Pos                     |
| 151                     | Riccardo Riccò (ITA)       | 2e                      |
| 152                     | José Alberto Benítez (ESP) | 106e                    |
| 153                     | Raivis Belohvoščiks (LAT)  | HD-16                   |
| 154                     | Eros Capecchi (ITA)        | AB-15                   |
| 155                     | David Cañada (ESP)         | 58e                     |
| 156                     | Ermanno Capelli (ITA)      | 99e                     |
| 157                     | Iker Camaño (ESP)          | 75e                     |
| 158                     | Luciano Pagliarini (BRA)   | AB-14                   |
| 159                     | Leonardo Piepoli (ITA)     | AB-15                   |

| Serramenti PVC Diquigiovanni-Androni Giocattoli SDA | Serramenti PVC Diquigiovanni-Androni Giocattoli SDA | Serramenti PVC Diquigiovanni-Androni Giocattoli SDA |
| --------------------------------------------------- | --------------------------------------------------- | --------------------------------------------------- |
| Num                                                 | Coureur                                             | Pos                                                 |
| 161                                                 | Gilberto Simoni (ITA)                               | 10e                                                 |
| 162                                                 | Alessandro Bertolini (ITA)                          | 89e                                                 |
| 163                                                 | Danilo Hondo (GER)                                  | 104e                                                |
| 164                                                 | Raffaele Illiano (ITA)                              | 103e                                                |
| 165                                                 | Ruslan Ivanov (MDA)                                 | 43e                                                 |
| 166                                                 | Gabriele Missaglia (ITA)                            | 71e                                                 |
| 167                                                 | Daniele Nardello (ITA)                              | 46e                                                 |
| 168                                                 | Carlos José Ochoa (VEN)                             | 61e                                                 |
| 169                                                 | José Serpa (COL)                                    | 26e                                                 |

| Silence-Lotto SIL | Silence-Lotto SIL           | Silence-Lotto SIL |
| ----------------- | --------------------------- | ----------------- |
| Num               | Coureur                     | Pos               |
| 171               | Geert Steurs (BEL)          | NP-11             |
| 172               | Dominique Cornu (BEL)       | AB-4              |
| 173               | Francis De Greef (BEL)      | 40e               |
| 174               | Dries Devenyns (BEL)        | 117e              |
| 175               | Nick Gates (AUS)            | 139e              |
| 176               | Matthew Lloyd (AUS)         | 30e               |
| 177               | Robbie McEwen (AUS)         | NP-14             |
| 178               | Jurgen Van den Broeck (BEL) | 7e                |
| 179               | Wim Van Huffel (BEL)        | 38e               |

| Slipstream-Chipotle TSL | Slipstream-Chipotle TSL        | Slipstream-Chipotle TSL |
| ----------------------- | ------------------------------ | ----------------------- |
| Num                     | Coureur                        | Pos                     |
| 181                     | Magnus Bäckstedt (SWE)         | NP-10                   |
| 182                     | Julian Dean (NZL)              | NP-19                   |
| 183                     | Ryder Hesjedal (CAN)           | 60e                     |
| 184                     | David Millar (GBR)             | 94e                     |
| 185                     | Jonathan Patrick McCarty (USA) | 95e                     |
| 186                     | Danny Pate (USA)               | 137e                    |
| 187                     | Christopher Sutton (AUS)       | HD-16                   |
| 188                     | Christian Vande Velde (USA)    | 52e                     |
| 189                     | David Zabriskie (USA)          | AB-2                    |

| CSC | CSC                        | CSC   |
| --- | -------------------------- | ----- |
| Num | Coureur                    | Pos   |
| 191 | Anders Lund (DEN)          | 102e  |
| 192 | Bradley McGee (AUS)        | AB-3  |
| 193 | Chris Anker Sørensen (DEN) | 28e   |
| 194 | Gustav Larsson (SWE)       | 14e   |
| 195 | Jason McCartney (USA)      | AB-14 |
| 196 | Jens Voigt (GER)           | 53e   |
| 197 | Michael Blaudzun (DEN)     | 62e   |
| 198 | Nicki Sørensen (DEN)       | 34e   |
| 199 | Stuart O'Grady (AUS)       | NP-4  |

| Team Milram MRM | Team Milram MRM          | Team Milram MRM |
| --------------- | ------------------------ | --------------- |
| Num             | Coureur                  | Pos             |
| 201             | Erik Zabel (GER)         | 80e             |
| 202             | Igor Astarloa (ESP)      | NP-2            |
| 203             | Markus Eichler (GER)     | 141e            |
| 204             | Sergio Ghisalberti (ITA) | AB-8            |
| 205             | Matej Jurčo (SVK)        | 129e            |
| 206             | Alberto Ongarato (ITA)   | 130e            |
| 207             | Enrico Poitschke (GER)   | AB-6            |
| 208             | Fabio Sabatini (ITA)     | NP-13           |
| 209             | Marco Velo (ITA)         | 87e             |

| Tinkoff Credit Systems TCS | Tinkoff Credit Systems TCS | Tinkoff Credit Systems TCS |
| -------------------------- | -------------------------- | -------------------------- |
| Num                        | Coureur                    | Pos                        |
| 211                        | Evgueni Petrov (RUS)       | 29e                        |
| 212                        | Vasil Kiryienka (BLR)      | 35e                        |
| 213                        | Luca Mazzanti (ITA)        | 47e                        |
| 214                        | Alberto Loddo (ITA)        | AB-7                       |
| 215                        | Mikhail Ignatiev (RUS)     | 140e                       |
| 216                        | Nikolay Trusov (RUS)       | 114e                       |
| 217                        | Pavel Brutt (RUS)          | NP-10                      |
| 218                        | Sergueï Klimov (RUS)       | 110e                       |
| 219                        | Alexander Serov (RUS)      | 124e                       |